# Port de Barcelone
Port de Barcelona
Ne doit pas être confondu avec Port olympique de Barcelone.
Le port de Barcelone est situé au sud de Barcelone en Catalogne, Espagne. C'est un port industriel, commercial et de pêche situé au pied de Montjuïc, à Barcelone dans la zone franche de Barcelone.
Il possède un trafic annuel de conteneur de 2,57 millions d'EVP en 2008.

## Situation
Le port de Barcelone comprend :
- Un secteur touristique, au nord, avec le quartier de la Barceloneta, le Palais de la Mer (musée d'histoire de Catalogne), ainsi que le Maremagnum qui prolonge la Rambla ;
- Un secteur industriel, au sud, qui comprend la zone franche, en contrebas de la montagne de Montjuïc, haut lieu de mémoire de la guerre d'Espagne et site des Jeux olympiques de 1992.

## Histoire
En juin 1933, durant la République, c'est dans le port que part, à bord du navire Ciudad de Cádiz, la célèbre croisière universitaire en Méditerranée, à laquelle participent plus de 200 professeurs et étudiants républicains espagnols. 

## Galerie

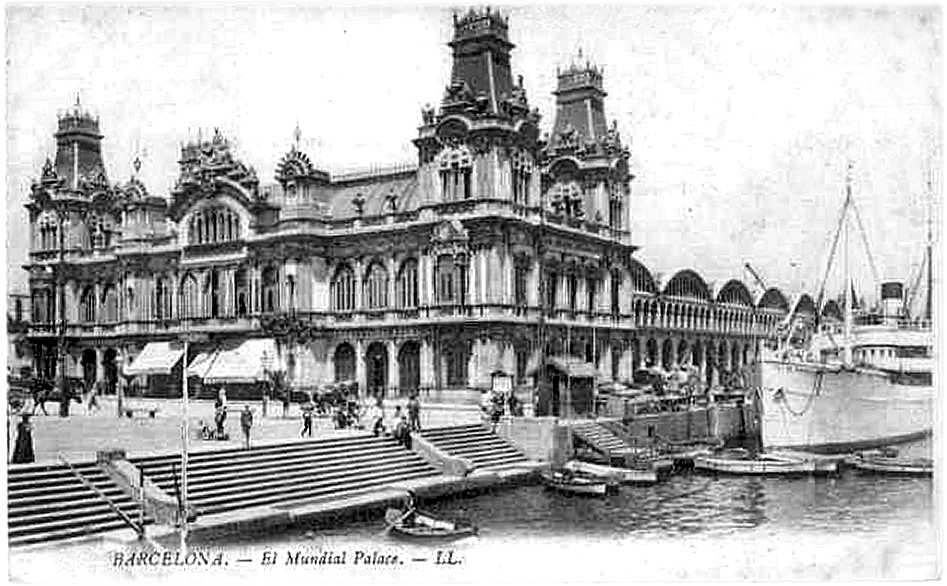
Le bâtiment de l'Autorité du Port de Barcelone, en 1917.
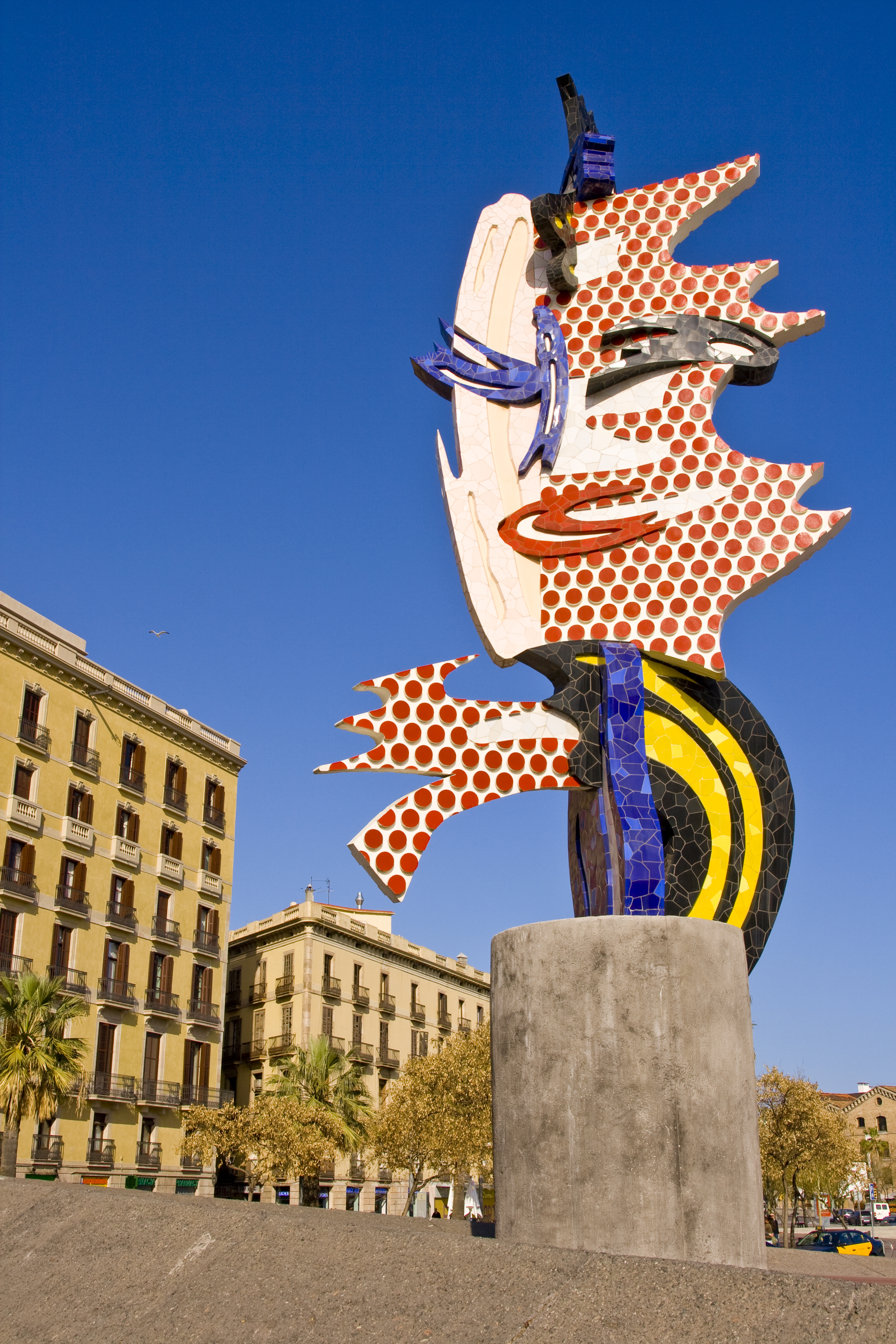
L'œuvre Miss Barcelona, de Roy Lichtenstein, dans le port de Barcelone.
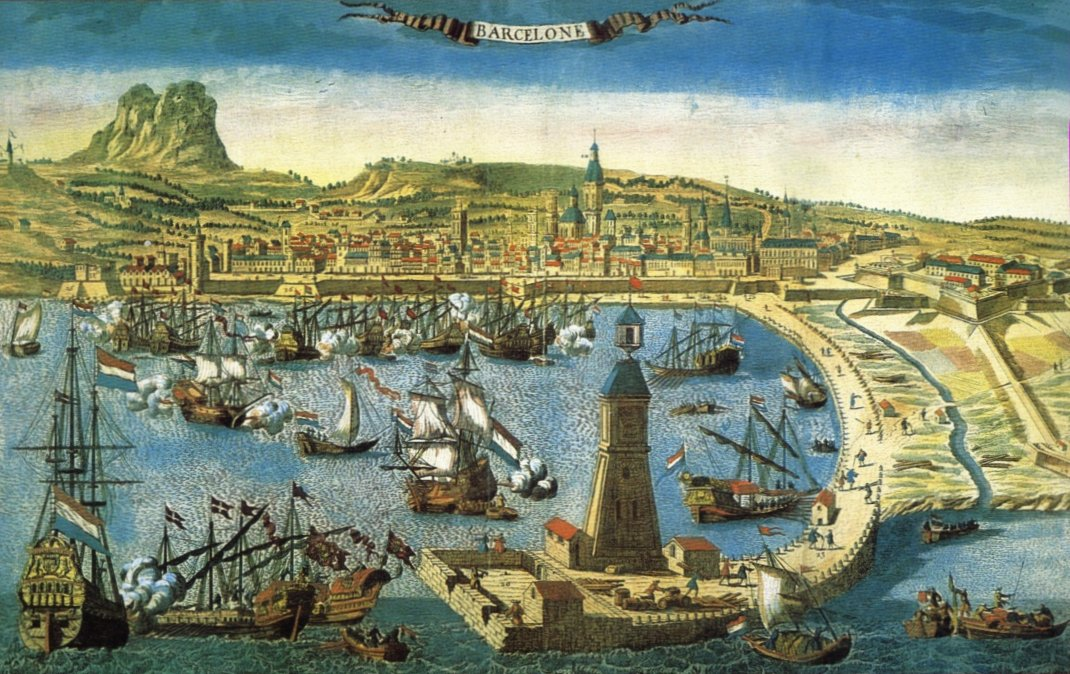
Gravure française du dix-huitième montrant le port de Barcelone avec la présence de la Fortalesa de la Ciutadella sur la droite de l'image
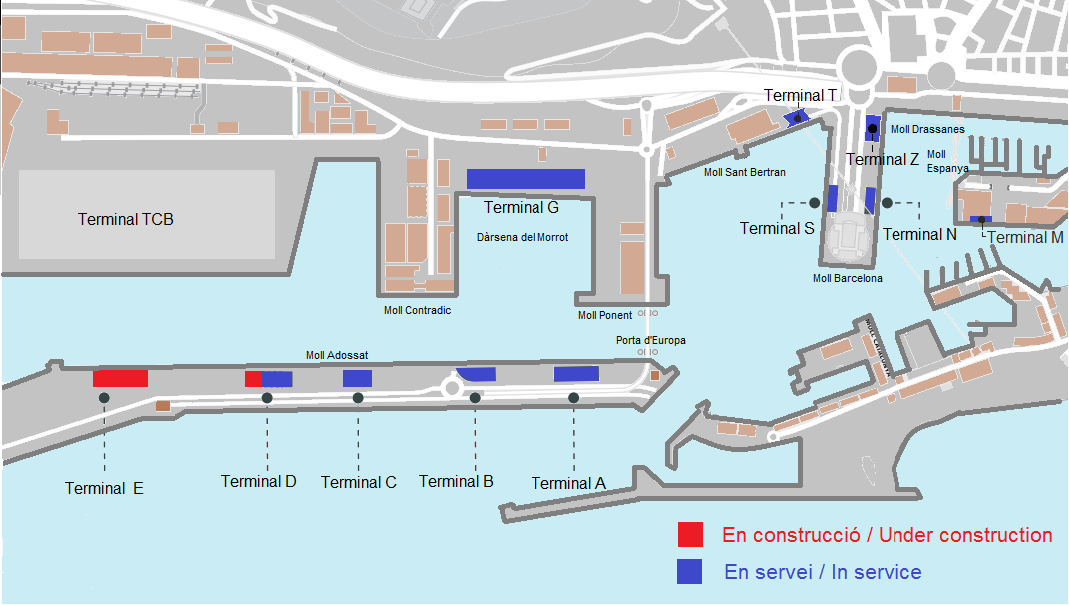
Schéma plus récent